# Bimota SB2
La SB2 est un modèle de motocyclette, produit par le constructeur italien Bimota.
La SB2 est présentée à l'occasion du salon de la moto de Bologne en 1976. Elle est l'œuvre de l'ingénieur designer Massimo Tamburini. 
Le moteur de la SB2 est celui qui équipe la Suzuki 750 GS. Il développe  75 ch à 8 700  tr/min pour un couple de 5,8 mkg à 8 200 tr/min.
La SB2 pouvait également embarqué, sur 10 machines et à la demande de l'importateur anglais, un moteur de 850 cm³ préparé par Yoshimura. L'alésage était augmenté à 69 mm, les arbres à cames et les soupapes sont remplacés par des éléments plus travaillés, le diamètre des carburateurs gagnent trois millimètres.
Ce moteur est monté dans un cadre en acier au chrome molybdène dont le poids est de 8,5 kg. La partie inférieure est démontable pour pouvoir déposer le moteur.

La fourche télescopique de 35 mm de diamètre est estampillée Ceriani. Le monoamortisseur est un De Carbon.
L'axe du bras oscillant est aligné avec celui du pignon de sortie de boîte de vitesses. Les efforts sur la chaîne sont amoindris.
Le freinage est assuré par deux disques de 280 mm à l'avant et un disque de 260 mm à l'arrière, pincés respectivement par des étriers Brembo.
Les jantes en magnésium sont signées Campagnolo. Le réservoir est en aluminium, le carénage en fibre de verre.
À l'origine, les ingénieurs avaient prévu de faire passer les échappements par-dessus le moteur, et de les faire ressortir sous la selle. Mais la chaleur faisait se dérégler les carburateurs. Il a donc été décidé de déplacer les échappements en position basse. Ce sont les clignotants qui ont pris la place des sorties d'échappement.
La SB2/80 apparaît en 1979. C'est un modèle de transition entre la SB2 et la SB3. Elle reprend le moteur et la partie cycle de la première, avec l'habillage de la seconde.
Il a été mis en circulation 140 SB2. Sur 200 cadres construits, 30 ont été montés sur les SB2 80 et 30 ont été détruits
La SB2 était vendue 3 666 €, revêtue d'une robe blanche, rouge et noire. La SB2 80 était vendue 4 080 € montée ou 1 960 € livrée en kit. Elle arborait une robe blanche, parcourue d'un damier rouge.